# 稲塚貴一
稲塚 貴一（いなつか きいち、1977年6月1日 - ）は、NHKのチーフアナウンサー。

## 人物
- 熊本県熊本市東区[2]出身。熊本県立熊本高等学校、早稲田大学教育学部卒業後、2000年に入局。
- 防災士の資格を持っている。
- 好きな食べ物は肉とめん類。特にめん類は「人類最大の発明だと思っている」という。
- 高校時代、NHK杯全国高校放送コンテストアナウンス部門で4位優良賞（1993年・第40回）、優勝（1994年・第41回）を受賞している。
- 学生時代に購入した炊飯器を現在も使用しているという[3]。
- 2009年、パイロット（自家用操縦士）の資格を取得。
  - 同年5月に長女が誕生。数年後に長男が誕生。
- アマチュア無線が趣味で、同分野で最上級の第1級アマチュア無線技士の資格を取得している。フランスやマレーシアと交信したことがあるという。
  - 長女が、小学1年生で第4級と第3級アマチュア無線技士の国家試験に合格した[4]。
  - 長男が、父親の影響で飛行機好きとなった[2]。
- 2020年度から地元熊本放送局に着任後、ヘルメットを被って自転車通勤していると2023年5月22日放送の「クマロク!」の中で述べている。
- 「クマロク!」出演時、熊本弁が度々出る[5]。
- 2023年6月20日放送の「クマロク!」で、垂水千佳（結城弘汰の代理キャスター）の防災に関するクイズ（大雨で逃げるとき履く靴はどっち？）で「私たち（稲塚と時川莉野）防災士なのでわかります。」と言ってスニーカーと正しく答えた。[5]

## 担当番組
太字は、現在担当中の番組

### 盛岡放送局時代
- 岩手県のニュース・中継・リポート

### 釧路放送局時代（ - 2007年度）
- 道東（北海道東部 釧路・根室エリア）のニュース
- タンチョウテレビ（釧路放送局）
- 北海道中ひざくりげ（釧路・根室エリアの旅人）

### 東京アナウンス室時代（1度目）（2008年度 - 2011年度）
- スタジオパークからこんにちは（2008年4月 - 2010年3月）司会 - 番組においては「日本放送番組研究所」なる架空の2代目研究所所長として、ゲストが出演している番組などについて1分間で解説するという役回りを担っていたほか、「暮らしの中のニュース解説」コーナーの聞き手などを務めた。
- Eテレ0655 （NHK Eテレ）（ナレーション）（2010年4月 - 2011年3月）
- 渋谷でど〜も2010（NHK総合・2010年5月1日）リポーター
- リトル・チャロ2夏特番! 双方向クイズで英語の腕だめし（教育、2010年8月29日）- SHELLYと共に司会
- こんにちは! 動物の赤ちゃん2010 （NHK総合・2010年12月23日）
- 日本の民謡（NHK-FM・2010年4月 - 2011年1月 司会）
- 週刊ニュース深読み（2011年1月15日 - 2012年3月）- 開始当初は「ニュース深読み」
- それいけ!民謡うた祭り（司会）
- ゆうどきネットワーク（リポータ－）
- さかのぼり日本史（司会）

### 沖縄放送局時代（2012年度 - 2016年度）
- 沖縄県のニュース
- おきなわHOTeye （キャスター）

### 東京アナウンス室時代（2度目）（2017年度 - 2019年度）
- BSコンシェルジュ（司会）（2017年4月 - 2020年3月27日）
- ごごナマ（リポーター）（2017年4月 - 2020年3月18日）
- Eテレ0655 （NHK Eテレ）（ナレーション）（2017年4月 - 2020年3月）
- きょうの料理（司会）（2018年4月 - 2020年3月）
- コズミックフロント☆NEXT- (2018年6月14日 - 2020年3月26日）ナレーション
- テレビ放送開始65周年 NHK×日テレ コラボデー（2018年9月22日）

### 熊本放送局時代（2020年度 - ）
- クマロク!（キャスター：2020年3月30日 - 2024年3月26日、2023年度から毎週月曜 - 火曜[6]、リポーター及びコーナー進行：2024年4月9日 - ）
  - 肥後狂句（進行）
  - 今日も完食!稲塚貴一のグルメ旅
  - 金曜ぴらっと中継
  - ことば塾（講師）
  - GKタイムカプセル（語り）
- 熊本県のニュース・中継・リポート
- 緊急報道（熊本放送局発）
- ニュース845くまもと（ローテーション制）
- クマロク!645（不定期）
- 令和2年7月豪雨特設ニュース（2020年7月） - 熊本放送局より災害状況を伝えた（全国放送）
- インタビューここから（インタビュア）「俳優　中原丈雄」（2022年7月18日）
- 民謡魂 ふるさとの唄「福岡県八女市」（司会・2022年7月3日）
- 大雨関連特設ニュース（2023年7月3日） - 熊本放送局より熊本県内の災害状況を伝えた（全国放送）